# Ilkka Koski
Ilkka Rikhard Koski (* 10. Juni 1928 in Jyväskylä; † 28. Februar 1993 in Helsinki) war ein finnischer Boxer im Schwergewicht und Bronzemedaillengewinner der Olympischen Spiele 1952.

## Boxkarriere
Koski gewann von 1951 bis 1956 und 1958 siebenmal die Finnischen Meisterschaften im Schwergewicht. Bei den 15. Olympischen Sommerspielen in der finnischen Hauptstadt Helsinki, besiegte er im Achtelfinale László Bene aus Ungarn durch K. o. in der zweiten Runde und im Viertelfinale Eddie Hearn aus Großbritannien 3:0 nach Punkten. Im Halbfinale verlor er dann nur knapp mit 1:2 Richterstimmen gegen den Schweden Ingemar Johansson und gewann damit Bronze.
1956 nahm er auch noch an den 16. Olympischen Sommerspielen in Melbourne teil, wo er jedoch im Achtelfinale gegen den Italiener Giacomo Bozzano ausschied.
Von 1958 bis 1962 bestritt er neun Profikämpfe in Finnland, Deutschland und Schweden, darunter sieben Siege und ein Unentschieden. Seine einzige Niederlage erlitt er 1960 in Berlin durch K. o. in der zweiten Runde gegen Ulli Nitzschke.
2008 wurde er in die Finnish Boxing Hall of Fame aufgenommen.